# Parasyllidea australiensis
Parasyllidea australiensis är en ringmaskart som beskrevs av Hartmann-Schröder 1980. Parasyllidea australiensis ingår i släktet Parasyllidea och familjen Syllidae. Inga underarter finns listade i Catalogue of Life.